# デディケーション (ハービー・ハンコックのアルバム)
| 専門評論家によるレビュー | 専門評論家によるレビュー |
| レビュー・スコア         | レビュー・スコア         |
| 出典                     | 評価                     |
| ------------------------ | ------------------------ |
| Allmusic                 | [ 1 ]                    |

『デディケーション』(Dedication) は、アメリカ合衆国のジャズ・ピアニストであるハービー・ハンコックの14枚目のアルバム。1974年に、日本をツアーしていたハンコックが、ひとりで演奏して収録した作品である。ハンコックは、「処女航海 (Maiden Voyage)」と「ドルフィン・ダンス（デューク・エリントンに捧ぐ）(Dolphin Dance)」をピアノで、「ノブ (Nobu)」と「カンタロープ・アイランド (Cantaloupe Island)」をエレクトリック・キーボードやシンセサイザーを用いて演奏している。
1974年9月21日に、日本のCBS・ソニーからLP盤がリリースされたが、これはハンコックが日本のみの発売となるアルバムを手掛けた最初の例であった。
このアルバムの音源が日本国外で正式にリリースされたのは、2013年の34枚組ボックス・セット『The Complete Columbia Album Collection 1972–1988』に収録されたのが初めてであった。2014年には、単体でのリイシュー盤が、ウーンデッド・バード・レコードから出た。

## トラックリスト
全曲とも、ハービー・ハンコックの作曲作品である。
| #  | タイトル                                                               | 作詞 | 作曲・編曲 | 時間  |
| -- | ---------------------------------------------------------------------- | ---- | ---------- | ----- |
| 1. | 「処女航海 - "Maiden Voyage"」                                         |      |            | 7:44  |
| 2. | 「ドルフィン・ダンス（デューク・エリントンに捧ぐ） - "Dolphin Dance"」 |      |            | 11:18 |
| 3. | 「ノブ - "Nobu"」                                                      |      |            | 7:39  |
| 4. | 「カンタロープ・アイランド - "Cantaloupe Island"」                     |      |            | 13:57 |

## パーソネル
- ハービー・ハンコック - アコースティック・ピアノ (#1-2)、フェンダー・ローズ、アープ (ARP) プロ・ソロイスト (ARP Pro Soloist)、アープ・オデッセイ (ARP Odyssey)、アープ2600 (ARP 2600)、アープ・ストリングアンサンブル (ARP String Ensemble) (#3-4)